# Andrena nucleola
Andrena nucleola är en biart som beskrevs av Warncke 1973. Andrena nucleola ingår i släktet sandbin, och familjen grävbin. Inga underarter finns listade i Catalogue of Life.